# Werkleute auf Haus Nyland

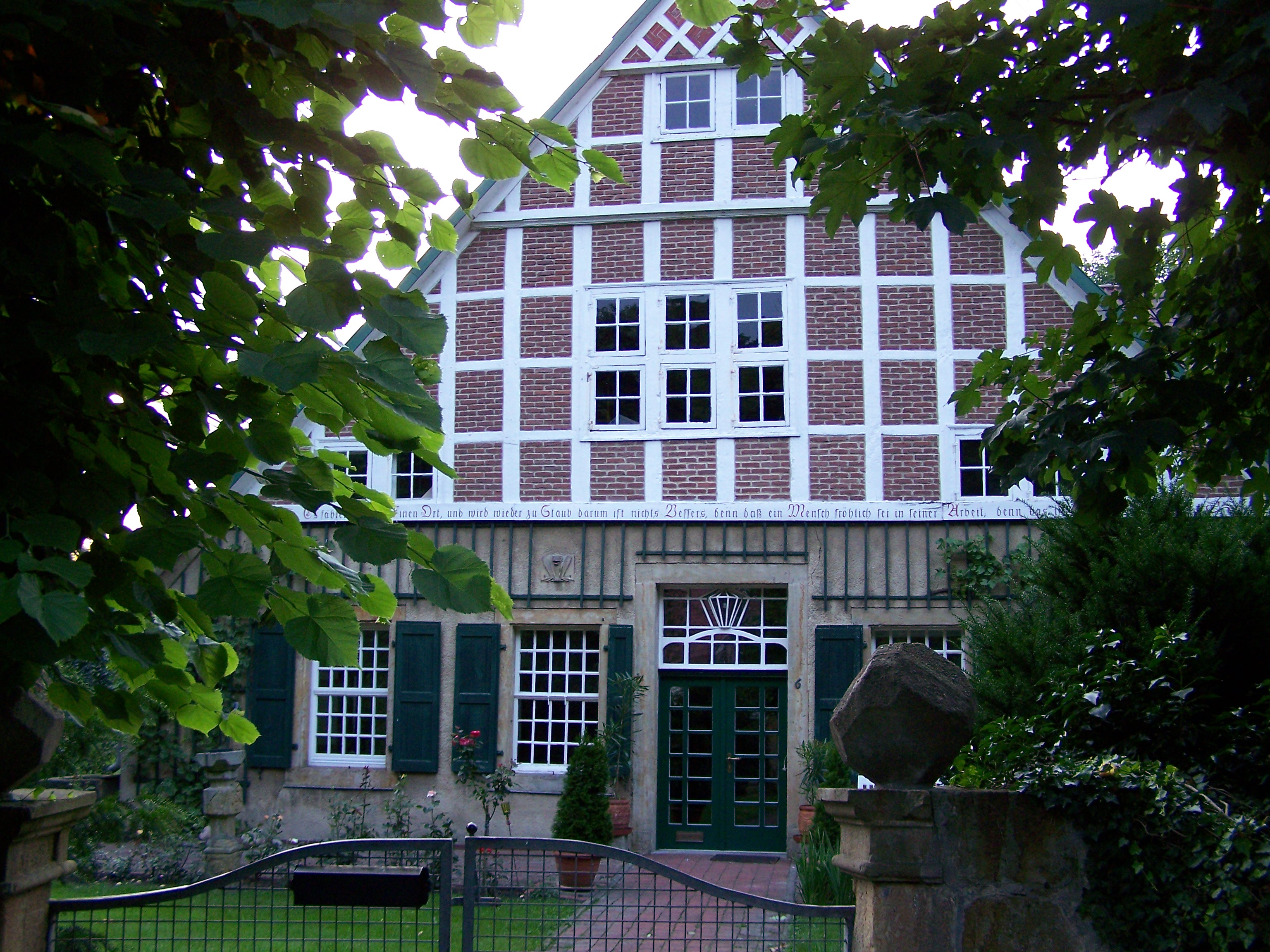
Das namensgebende Haus Nieland in Hopsten

Die Werkleute auf Haus Nyland waren ein 1912 von Josef Winckler, Wilhelm Vershofen, Jakob Kneip, Theo Rody und Severin Kirfel gegründeter Künstlerbund, der bis 1925 bestand. Programmatisch strebte man eine wirklichkeitsnahe Synthese von „Kunst, Wissenschaft und Wirtschaft“ im Sinne von Industriedichtung an. Bis zu ihrer Auflösung schlossen sich bürgerliche Schriftsteller, Arbeiterschriftsteller und expressionistische Autoren aus dem rheinisch-westfälischen Raum der Vereinigung an und bildeten eine Avantgarde der Industriedichtung, die die Grundvoraussetzungen für die spätere Anerkennung und Rezeption der Arbeiterliteratur schuf.

## Gründung
Ostern 1912 trafen sich Josef Winckler, Wilhelm Vershofen, Jakob Kneip, Theo Rody und Severin Kirfel im Blauen Salon von Haus Nieland in Hopsten, um einen Schriftstellerbund zu gründen. Haus Nieland war ein altes Töddenhaus, das sich seit Generationen im Besitz der Verwandten der mütterlichen Linie Wincklers, der Familie Nieland, befand. Personell aufgestockt wurden die „Werkleute“ durch Mitglieder der ehemaligen Bonner Studentengruppe „Akademische Vereinigung zur Pflege von Kunst und Literatur“, die sich im Dezember 1912 in Düsseldorf versammelten. Dies ist der Grund, weshalb Winckler, Vershofen und Kneip das erste Heft der „Quadriga“ noch völlig allein gestalteten. Der Mitgliederstamm wurde kontinuierlich erweitert.
Der „Bund“ war eine lockere Verbindung von Schriftstellern und Malern, die sich künstlerisch mit der Industrie- und Arbeitswelt auseinandersetzten. Auch literarisch interessierte Bürger, die sich mit der Programmatik identifizierten, schlossen sich der Vereinigung an. In dem Jahrzehnt vor dem Ersten Weltkrieg entwickelten sich Ansätze einer Literatur über Industrie und Technik, die im Aufstieg des „Deutschen Werkbundes“ und der Konstituierung der „Werkleute“, die sich den Zielen des „Werkbundes“ verpflichtet fühlten, ihre Ausformung fanden. Was aber bei den Angehörigen des „Werkbundes“ zu innovativen Entwicklungen im Bereich der bildenden Kunst, Architektur und Design führte, schien bei den „Werkleuten“ innerhalb der scheinbar unreflektierten Idealisierung der Industrielandschaft an der Ruhr stecken zu bleiben.
Die Intention der „Werkleute“ entsprach nicht dem heutigen Begriff der „Arbeiterliteratur“.
Anders als z. B. bei der Dortmunder Gruppe 61 um Fritz Hüser und Max von der Grün oder dem Werkkreis Literatur der Arbeitswelt fehlten den „Werkleuten“ sozialkritische oder umweltbewusste Aspekte, die z. B. die Zusammenhänge zwischen Industrie und Umweltverschmutzung, Arbeitsrealität und Arbeiterrealität oder Kapital und Herrschaft aufdeckten. Pathos und Affirmation der Technik kennzeichnen die zeitbedingte Sprache der „Werkleute“, die sich nie als „Arbeiterdichter“, sondern als „Industriedichter“ verstanden wissen wollten. Retrospektiv bewertete Winckler den „Bund“ über 30 Jahre nach dessen Gründung wie folgt:
Erstmals wurden in diesem Bunde auch Dichter, Maler, Industrielle, Kaufleute, Philosophen und Arbeiter gemeinsamer schöpferischer Arbeit auf nationaler Grundlage vereint gegen Wirtschaftsimperialismus, Mammonismus, Materialismus aus einem durchaus lebensbejahenden dynamischen Weltgefühl im Gegensatz zur fin de siècle-Stimmung, Reichsverdrossenheit, politischer Verhetzung, gegen die Doktrin der Arbeitsverelendung und aufgerufen, jene ungeheuren Lebensmächte, die moderne Forschung und Technik dem Menschen erschlossen, nicht in selbstzerstörerischer Negation zu mißbrauchen, sondern zu positiver Lebensgestaltung schöpferisch zu steigern, im Glauben, daß wir erst am Anfang des technischen Zeitalters ständen und alle Maschinenstürmer Narren seien!
Schriftsteller wie Gerrit Engelke (1890–1918), Carl Maria Weber (1890–1953), Karl Bröger (1896–1944), Heinrich Lersch (1889–1936), Max Barthel (1893–1975) oder Otto Wohlgemuth (1884–1965) und Maler wie Ernst Isselmann (1885–1916), Franz M. Jansen (1885–1958) oder Carlo Mense (1886–1965) gehörten neben Winckler, Vershofen und Kneip dem „Bund“ an bzw. waren ihm freundschaftlich verbunden. Förder- und Ehrenmitgliedern waren der Vorsitzende der Berliner Handelsbank und spätere Reichsaußenminister Walther Rathenau (1867–1922) und der Lyriker Richard Dehmel (1863–1920), dem die „Werkleute“ im Herbst 1913 ein Sonderheft ihrer Zeitschrift „Quadriga“ widmeten. Richard Dehmel, Alfred Walter von Heymel und Anton Kippenberg, der 1914 die Eisernen Sonette Wincklers in die von ihm verlegte Insel-Bücherei als Nr. 134 aufnahm, zählten zum ehrenamtlich wirkenden künstlerischen Beirat.
Zum Leben des „Bundes“ gehörten regelmäßige Treffen, die sogenannten Werktagungen, die mindestens zweimal jährlich stattfanden. Darüber hinaus standen die Mitglieder in engen persönlichen wie brieflichen Kontakten. Zu der Mehrzahl der Mitglieder pflegte z. B. Josef Winckler zeitlebens einen freundschaftlichen Kontakt, und die Gründer verloren sich nie aus den Augen. Dies mag auch an der verwandtschaftlichen Beziehung gelegen haben, die ihren Kulminationspunkt in der Person Josef Wincklers fand.
Da die Mitarbeit an den Organen der „Werkleute“ nicht von einer Mitgliedschaft abhängig war, lassen sich die Namen der Mitglieder nicht mehr vollständig recherchieren. In der literarischen Forschung werden die Mitarbeiter dennoch häufig auch als Mitglieder bezeichnet. Einzig die Protokolle der „Werkleute-Tagungen“ verzeichnen die anwesenden Mitglieder. Da man 1918 bereits mit der Anlage eines Nyland-Archives begann, ist zu vermuten, dass auch sämtliche Protokolle zentral gesammelt wurden. Dieses Nyland-Archiv ist allerdings heute nicht mehr aufzufinden. Teilbestände befinden sich im Jakob Kneip-Nachlass in Rommersdorf und im Archiv der Nyland-Stiftung in Köln.

## Zeitschriften
Zwischen 1912 und 1914 gaben die „Werkleute“ die Zeitschrift Quadriga heraus, die dem „Bund“ als Forum der literarischen Auseinandersetzung diente und in Jena beim Verlag Bernhard Vopelius erschien. Sie wurde von Wilhelm Vershofen und Josef Winckler herausgegeben und redaktionell betreut. Finanziert wurde die Zeitschrift in erster Linie durch die Herausgeber, die nicht nur sämtliche anfallenden Honorare zahlen mussten, sondern auch an den Druckkosten mit 800 RM pro Jahr beteiligt waren. Die Mitglieder des „Bundes“ erhielten die Zeitschrift kostenlos.
Die Quadriga gilt neben der späteren „Werkleute“-Zeitschrift Nyland als Quelle für die Programmatik des „Bundes“ und wurde entsprechend häufig ausgewertet. Die Zeitschrift Nyland blieb während ihres Erscheinens ein literarisches Sammelsurium, das sich gegenüber anderen Literaturzeitschriften nicht durchzusetzen vermochte. Gegenüber der Quadriga gelang es den Herausgebern nicht, der Publikation ein eigenständiges Profil zu verleihen. Dies lag in erster Linie sicherlich auch an der politischen Situation in Deutschland nach dem Ersten Weltkrieg. Winckler und Vershofen teilten sich die Redaktion der Nylandheftweise, da die Reisemöglichkeiten durch die Besetzung des Rheinlandes ein häufiges Treffen unmöglich machten. Während Vershofen sich in Thüringen aufhielt, den Kontakt zu den meisten „Werkleuten“ im Rheinland verlor und sich auch dem wachsenden Einfluss des Verlegers Eugen Diederichs nicht zu entziehen vermochte, ließ sich Winckler, der im Rheinland verblieben war, die Redaktionsverantwortung übertragen – auch um die wachsende Einflussnahme Diederichs’ zurückzudrängen. Nach dem Ausstieg Vershofens und der Weigerung Wincklers, sich den Wünschen Diederichs unterzuordnen, kündigte der Eugen Diederich-Verlag 1920 den auf zwei Jahrgänge geschlossenen Vertrag mit den „Werkleuten“ über die Herausgabe der Nyland mit Heft 8, das ein Jahr nach Heft 7 im Frühjahr 1921 erschien. Zwar kündigten die „Werkleute“ beim Verlag noch eine Flugschriftenreihe an, aber die Entfremdung zwischen Diederichs und ihnen war so weit fortgeschritten, dass nicht nur die Flugschriften nicht erschienen, sondern der Verlag nach und nach alle „Werkleute“- Schriften aus dem Verlagsprogramm nahm und die Zusammenarbeit aufkündigte.
Wichtige Quellen für die Organisation sind die Protokolle der „Werkleute“-Sitzungen, die Briefwechsel der Mitglieder und internen „Werkblätter“. Darin offenbaren sich die Strukturen des „Bundes“, sowohl Mitglieder und Meinungsbildung als auch die Organisationsstruktur betreffend.
Die konstituierende Versammlung fand im Dezember 1912 im Hauptgebäude der Düsseldorfer Baugesellschaft Rheinhof statt. Auf der „Werktagung“ in Niederlahnstein am 17. Mai 1913 wurde die Satzung diskutiert, verändert, verabschiedet und schließlich in ihrer endgültigen Fassung im fünften Heft der Quadriga (Sommer 1913) veröffentlicht. Dieser Satzung war ein Meinungsbildungsprozess vorausgegangen, der die bisherigen Behauptungen vom autoritären Führungsstil der „Werkleute“ Lügen straft. Der Prozess vom ersten Satzungsentwurf bis zur endgültigen Fassung dauerte über ein Jahr und ist durch Briefe dokumentiert. Es wurde – gegen den Einspruch Vershofens – auch eine Schlichtungsinstanz, der künstlerische Beirat, eingeführt, die das Auswahlverfahren der Beiträge für die Publikationen des „Bundes“ (Quadriga, Bücher, Sammelmappen) demokratisieren sollte. Dieser sollte z. B. in Fällen von Meinungsverschiedenheiten zwischen Autoren oder „Werkleitung“ und Herausgebern der „Werkleute“-Schriften eine endgültige Entscheidung treffen (Satzung § 16).

## Programmatik
Die Programmatik der „Werkleute“, die als der kleinste gemeinsame Nenner betrachtet werden kann, wird aus dem ersten Heft der Quadriga deutlich:
Ein vorurteilsfreier Standpunkt soll uns fernhalten von der bloßen Theorie und dem geisttötenden Schlagwort, von einem weltfremden Ästhetentum und unfruchtbarer L'art pour l'art-Anmaßung [...] Nicht beklagenswert dünkt uns das Dasein; wir sehen in ihm kein endlos zweckloses Geschehen. Wir wissen, daß alles Seiende ein ewiges Fließen und Werden ist. Daß der Mensch in diesem Fluß des Werdens nicht willenlos kreisendes Treibholz ist, daß er vielmehr die Kraft ist, die in den Fluß der Zeiten die Staudämme des forschenden und schaffenden Geistes baut und diesen Strom hin einleitet in die Sammelbecken und Kraftspender der Kultur. Kultur erwächst uns nur aus einem kampf- und arbeitsreichen Streben zur Schlichtheit, Echtheit und Wahrheit. Freiheit dem Einzelmenschen und seiner Mission in einer Zeit der Trusts und Sozialisierung, der Prämierung der flachen und gespreizten Mittelmäßigkeit!
In diesen Zeilen offenbart sich die Technikgläubigkeit Wincklers und Vershofens. Wahre Kunst, geboren aus dem Leben von Werktätigen, hieß das Credo. Zu literarischen Vorbildern proklamierte man Richard Dehmel, Emile Verhaeren und Walt Whitman. Die Technikvorstellung bildete die einzige Gemeinsamkeit aller „Werkleute“. Zu unterschiedlich waren politische Auffassungen, literarische Konzepte und Lebensanschauungen; zu unterschiedlich auch die literarische Qualität der Ausdruckskraft. Das politische Spektrum reichte von den sozialistisch orientierten Autoren wie Alfons Petzold über die später gemäßigten wie Max Barthel, die bürgerlichen wie Josef Winckler bis hin zu den konservativ-klerikalen Autoren wie Jakob Kneip. Schon die Ausklammerung der realen Antagonismen innerhalb der industriellen Produktion warf erste Gegensätze innerhalb der Gruppe auf. Dies war für Paul Zech Grund genug, sich entgegen Dehmels Aufforderung nicht den „Werkleuten“ anzuschließen. Mag die Überwindung der Klassengegensätze in der Programmatik intendiert gewesen sein, innerhalb der Publikationen der „Werkleute“ kam sie nur selten zum Ausdruck. Zu sehr standen 'Arbeiterklasse' und 'Bourgeoisie' in einem ideologisch verbrämten Klassenkampf, als dass das von den „Werkleuten“ angestrebte Postulat der Freiheit des Einzelnen hätte verwirklicht werden können. Das Ziel der „Werkleute“, das Erreichen individueller Freiheit und Gleichheit – nicht im ökonomischen, sondern in einem idealistischen Sinne – musste in dem vorhandenen politischen Klima scheitern.
Auch die literarische Qualität der „Werkleute“ war zu uneinheitlich; nur zwei Autoren haben die Zeiten überdauert: Gerrit Engelke und Josef Winckler. Ersterer, früh verstorben, wurde über Richard Dehmel an die „Werkleute“ vermittelt. Im anlässlich der „Werkführertagung“ in Köln erschienenen achten Heft veröffentlichte die Quadriga (Frühjahr 1914) unter der Überschrift Dampforgel und Singstimme eine Anzahl von Gedichten des erst 22-jährigen Hannoveraners Gerrit Engelke, die den Beginn seiner kurzen literarischen Karriere markierten. Auch er zeigte sich als leidenschaftlicher Verehrer Walt Whitmans und Apologet der Technik. Die „Werkleute“ selbst feierten Engelke als den wohl stärksten Lyriker, der aus ihrem Kreis hervorgegangen war; eine Haltung, die Anita Overwien-Neuhaus (Otto Wohlgemuth, 1986) zutreffend als symptomatisch für die Entwicklung des gesellschaftlichen Denkens der „Werkleute“ interpretierte:
Die Bemühungen des Nylandkreises um die Integration des vierten Standes, um die kulturelle Aufwertung der Arbeiterschaft, mußten sich zwangsläufig mit den Bestrebungen derjenigen dichtenden Arbeiter treffen, die mit ihren Werken den Anschluß an die bürgerliche Kultur suchten.
Wincklers Verdienst ist es, das Motiv der Industrie- und Arbeitswelt in der bürgerlichen Literaturrezeption etabliert zu haben, allerdings ohne sozialkritischen Anspruch wie ihn beispielsweise Paul Zech vertrat. In der strengen Stilform des Sonetts überhöhte Winckler die 'Wunder' einer wild anmutenden, sich ungebärdig zeigenden Gegenwart und Zukunft, der Technik und Künste der Industrie: Die Eisernen Sonette gelten als die erste geschlossene Industriedichtung des 20. Jahrhunderts und ermöglichten den „Werkleuten“ einen größeren Rezipientenkreis. Sie machten Winckler zum literarischen Exponenten der Gruppe und bildeten den Grundstein seiner literarischen Karriere. Richard Dehmel, einer der anerkanntesten und erfolgreichsten Lyriker des ausgehenden 19. Jahrhunderts, begrüßte diese Dichtung begeistert und wurde in den kommenden Jahren zum maßgeblichen Förderer der „Werkleute“. Inhaltlich ein Konglomerat aus Idealisierungen der Arbeitsprozesse, Überhöhung des selbstbewussten Tatmenschens, Gigantomanie und Huldigungen an die Industrie, bildete das Verswerk immer wieder – pars pro toto – den Ausgangspunkt für Angriffe gegen die „Werkleute“.
Wurden die „Eisernen Sonette“ bis in die 1940er Jahre als Ausdruck der Hinwendung zur Industrie und Technik als den Bereichen, von denen das Zeitgenössische seine bestimmende Prägung erhält, gefeiert, vollzog die Literaturgeschichtsschreibung nach 1945 eine Umdeutung. Rainer Stollmann (Ästhetisierung der Politik. Stuttgart 1978) bezeichnete die Zeitschrift Nyland als ein normales Verlagsunternehmen, in dem die konterrevolutionären, protofaschistischen Züge des Nyland-Kreises mit expressionistischer Ästhetik assimiliert wurden und blieb damit in einem vereinfachenden, ideologisch vorgeprägten Schwarz-Weiß-Denken stecken: Das protofaschistische, nationalkonservative Bürgertum im Antagonismus zu den sozialistischen und internationalistischen Arbeitern, die sich klassenkämpferisch und selbstbewusst ihrer gesellschaftlichen Situation stellen – eine solche ideologische Interpretation steht unter dem Eindruck des Klassenkampfgedankens. Sicherlich gehörten zu den Autoren der Zeitschrift Nyland dem Bürgertum entstammende, später sich zum Nationalsozialismus bekennende Verfasser wie Hans Friedrich Blunck, der spätere Präsident der Reichsschrifttumskammer Hanns Johst, Erwin Guido Kolbenheyer oder Richard Euringer; es darf aber nicht übersehen werden, dass diese Autoren des Diederichs-Verlags waren und nie Mitglieder der „Werkleute“. Stollmann ging aber noch einen Schritt weiter, indem er eine direkte Entwicklungslinie von den „Werkleute“ über die Weimarer Republik zum 'Dritten Reich' und zu den Gasöfen von Auschwitz zog. Nach der Textwiedergabe eines Sonetts stellt er rhetorisch fragend fest:
„Ist das nicht ein ästhetisches Vorspiel der nationalsozialistischen Judenverfolgung? So wie hier der Vorgang genossen wird, aus 'Menschenmaterial' ein Monument zu produzieren, gingen die Nazis tatsächlich daran, aus Menschenhaut Lampenschirme herzustellen. Wie man sieht, bedarf es zu dieser Barbarei keines „dämonischen“ Hitlers, sondern sie entspringt der konsequenten Verteidigung des Kapitalverhältnisses selbst.“
Stollmanns Äußerungen entsprechen denen verschiedener anderer Autoren, die eine antisozialistische und proimperialistische Haltung der „Werkleute“ festzustellen suchten. Weitaus umsichtiger und differenzierter gehen da die Verantwortlichen der Marbacher Ausstellung und des Kataloges Literatur im Industriezeitalter (1987) vor, wenn sie feststellen:
In der Mischung dieser Ziele aus 'Heiligung' der Arbeit als siegreichem Kampf gegen die Natur, protestantistische Werkmoral, arbeitsständischen Darstellungen und antizivilisatorischem Affekt [...] sind Elemente der faschistischen Arbeiterideologie vorgeprägt. So ließen sich denn auch manche Dichtungen der „Werkleute“ ohne weiteres von den Nationalsozialisten vereinnahmen – z. T. wider den Willen der Autoren. Es wäre jedoch verfehlt, einen gradlinigen Weg der 'Industriedichter' hin zur NS-Literatur zu sehen. Nur wenige aus dem Bund der 'Werkleute', vor allem der ehemalige Trotzkist Max Barthel und auch Heinrich Lersch, bekannten sich offen zum neuen System und wirkten in offiziellen Funktionen. Andere verhielten sich indifferent oder schwiegen. Autoren wie Wilhelm Vershofen und Karl Bröger [...] distanzierten sich. Paul Zech, der dem Nylandkreis nahestand, emigrierte 1933 [...] und rief engagiert zum Widerstand gegen Hitler auf.

## Organisatorisches
Die Satzung der „Werkleute“ legte die vielfältigen Aufgaben fest, die sich der „Bund“ vorgenommen hatte und die den Grund für den Zusammenschluss bargen, denn man bildete einen Interessenverband, der die finanzielle Rücklage für die Publikationen der Mitglieder schaffen sollte:
Zweck des Vereins war, Leistungen auf allen Gebieten der Kunst, Wissenschaft und Wirtschaft unter dem Gesichtspunkt ihres inneren Wertes zu fördern. Parteipolitischen und konfessionellen Bestrebungen stand der Verein fern. Der Zweck sollte laut Satzung erreicht werden durch die Herausgabe der Zeitschrift Quadriga, Sonderveröffentlichungen, Vorträge und Ausstellungen sowie wirtschaftliche Unterstützung.
Die Umsetzung dieser Satzungsvorgaben wurde konsequent durchgeführt. Schon vor der Verabschiedung der Satzung durch die „Werktagung“ 1913 waren drei Hefte der Quadriga erschienen. Hiermit schuf sich die Vereinigung ein Standbein für die mögliche Breitenwirkung. In den kommenden Jahren erschienen zahlreiche Sonderveröffentlichungen, die die „Werkleute“ einem größeren Publikum bekannt machte.
Die erste Sonderveröffentlichung der „Werkleute“, die Kunstmappe Industrie mit Lithographien von Ernst Isselmann aus Rees und Radierungen von Franz M. Jansen sowie Gedichten Wincklers, die im Quadriga-Verlag erschien, war im Frühjahr 1914 bereits vergriffen. Die Zeichnungen und Radierungen dieser Mappe bildeten auch die Grundlage der ersten „Werkleute“-Ausstellung, die im Dezember 1920 in der Galerie Reuß und Pollack, Kurfürstendamm, Berlin, stattfand. Überdies organisierte man weitere Ausstellungen mit literarischen und graphischen Arbeiten des „Bundes“ in Buchhandlungen und Galerien Münchens und Breslaus, die von Lesungen und Vorträgen begleitet wurden.
Im Anschluss an die Werktagung in Sonneberg am 13. Mai 1920 fand ein Treffen des neugebildeten „Ausschusses für das Vortragswesen des Bundes der Werkleute“ (darin: u. a. Kneip, Jansen, Lersch, Vershofen, Winckler, Albert Talhoff) statt, auf der eine erste Vortragsreihe, beginnend am 15. Juni 1920 (das heißt ausdrücklich nach den Reichstagswahlen) beschlossen wurde. Mit den geschäftlichen Vorarbeiten betraute man Carl Maria Weber. Generell sollten die Vorträge dem Zweck dienen, „den Wert der schöpferischen Arbeit resp. des Führertums in volkstümlicher Weise in kleineren und mittleren Städten und Orten Thüringens und Frankens zu propagieren“. Zu den ersten Vortragenden zählten Kneip, Lersch, Talhoff und Winckler. Eine zweite Vortragsreihe im November/Dezember des Jahres gestalteten F. M. Jansen und Christoph Wieprecht. Mit von Kneip und Vershofen verfassten Broschüren suchte man darüber hinaus, das Gedankengut des Bundes zu verbreiten. Finanziert wurden diese kleineren Publikationen und die Lesereisen (sie dauerten vier Wochen und wurden mit 1000 Mark je Teilnehmer entlohnt) durch thüringische und fränkische Industrielle, die mit Vershofen bekannt waren.
Schließlich nahm man auch die finanzielle Unterstützung ernst. So hat Wilhelm Vershofen mehrfach mittellose Schriftsteller und Künstler im Namen der „Werkleute“ unterstützt. Daneben hatten Mitglieder der „Werkleute“ die Möglichkeit, längere Zeit im Haus Nieland zu leben und zu arbeiten.

## Auflösung
Ein Auflösungsdatum oder ein Auflösungsbeschluss der „Werkleute“ existiert nicht. Das Ende der Zeitschrift Nyland markierte den beginnenden Zerfall des „Bundes“. Die fehlende Homogenität der Gruppe und persönliche Eitelkeiten führten zur Einstellung der gemeinsamen Arbeit. Das individuelle Schaffen der einzelnen Mitglieder überlagerte zudem ihr Interesse an der Entwicklung der Arbeitsgemeinschaft; so war Winckler 1921–23 mit der Vorbereitung von drei Büchern und mit seiner – auch literarischen – Neuorientierung und Selbstfindung vollauf beschäftigt, und Vershofen hatte seit seiner Hochschultätigkeit in Jena immer weniger Zeit sich bei den „Werkleuten“ zu engagieren. Die Übernahme der Nyland-Redaktion durch Winckler, Talhoff und Kneip verschlechterte das ohnehin zeitweise angespannte Verhältnis zwischen den Herausgebern seit Herbst 1919. Vershofen hatte die „Werkleute“-Zeitschriften immer als sein ureigenstes Projekt betrachtet und konnte die Ausbootung nicht verkraften. Mit dem Ausfall der Hauptaktiven war auch die Auflösung des „Bundes“ absehbar, zumal die politischen Verhältnisse im Rheinland die Kommunikation innerhalb der Führung erschwerte. Bis 1924 wurde der Bund nominell zwar noch durch Winckler und Vershofen vertreten. Abgesehen von dem Versuch Vershofens, beim Keramos-Verlag, Bamberg, eine Zeitschrift mit dem Vermerk „herausgegeben von dem Bund der Werkleute auf Haus Nyland“ zu etablieren, können keinerlei Aktivitäten, Sitzungen oder Vorträge der „Werkleute“ nach 1922 mehr festgestellt werden. Die meisten „Werkleute“ wandten sich in realistischer Erzählweise dem sogenannten Heimatroman zu. Jakob Kneip konzentrierte sich auf einen katholischen Mystizismus, der sich bereits in seinen Verswerken Bekenntnis und Der lebendige Gott angedeutet hatte; Wilhelm Vershofen verlegte sich auf ökonomische Studien und machte sich einen Namen als Begründer der sozialen Marktforschung; Max Barthel näherte sich mit Gedichten und Romanen der völkischen Ideologie, und Josef Winckler besann sich mit seinem Schelmenroman Der tolle Bomberg (1923) und seinen Erinnerungen Pumpernickel. Menschen und Geschichten um Haus Nyland (1925) seiner westfälischen Herkunft. Einzig Heinrich Lersch blieb dem Thema Arbeitswelt bis zu seinem Tod 1936 treu. Das Jahr 1925 kann als endgültiges Auflösungsdatum der „Werkleute“ angesehen werden.
Das Wirken der „Werkleute“ diente der Ausbildung einer Arbeiterliteratur und sie erfüllten eine Vermittlerposition zwischen dem Anliegen der Arbeiterschriftsteller, die sie in ihren Reihen aufnahmen und ein erstes öffentliches Forum ermöglichten, und dem bürgerlichen Lesepublikum, das sich erst durch die Schriften Wincklers, Vershofens und Kneips langsam an den neuen literarischen Gegenstand vertraut machte. Die „Werkleute“ bereiteten das Terrain für das Selbstbewusstsein der Arbeiterschriftsteller vor. Erst in Anlehnung an sie oder in Abgrenzung von ihnen entwickelte sich eine engagierte Arbeiterliteratur, die beim Lesepublikum zur Kenntnis genommen und rezipiert wurde. Die nach dem Zweiten Weltkrieg gegründeten literarischen Gruppen im Ruhrgebiet, die sich mit Literatur in der Arbeitswelt auseinandersetzten, haben die literarische Tradition der „Werkleute“ aufgenommen.